# 练塘镇
练塘镇，是中华人民共和国上海市青浦区下辖的一个乡镇级行政单位。面积93.66平方公里。户籍人口6.59万人。

## 行政区划
练塘镇下辖以下居委会和村委会：
下塘社区、湾塘社区、小蒸社区、蒸淀社区、泖甸村、泾花村、练东村、泾珠村、北埭村、金前村、太北村、叶港村、朱庄村、东泖村、东田村、联农村、双菱村、东淇村、长河村、大新村、东厍村、张联村、徐练村、浦南村、蒸浦村、东庄村、蒸夏村、芦潼村和星浜村。

## 知名人物
- 陈云

## 特产
练塘茭白：中国地理标志产品。